# Eu Não Vou Parar
Eu Não Vou Parar é o título do décimo sexto álbum de carreira da cantora evangélica Marina de Oliveira, lançado em 2008 .

## Sobre o disco
O disco Eu Não Vou Parar foi lançado em formato CD no dia 8 de dezembro de 2008, e foi definido pela cantora como um álbum power por ser um trabalho musical com bastante músicas animadas, pra cima  .
As letras seguem a linha do álbum Meu Silêncio - Ministração Profética Entre Amigos e Irmãos (Ao Vivo), porém com ritmos mais agitados e variados .
A pedidos, Marina regravou a canção Santo em português com novos arranjos, uma vez já gravada pela cantora em espanhol no álbum Permíteme. A música já foi gravada por diversos outros intérpretes como Eyshila (1995), Carlinhos Félix (1997), Voices (2000), e PG (2004).
O disco tem 100% de composições nacionais.
"Eu Não Vou Parar" é o primeiro álbum de Marina que concorreu ao Grammy Latino 2009.  

## Faixas
1. Eu Não Vou Parar (Marina de Oliveira)
2. Eterna Santidade (Anderson Freire e Júnior Maciel)
3. Todas as Coisas (Marina de Oliveira)
4. Imunizado (Anderson Freire)
5. Hoje Sei (Anderson Freire e Adelso Freire)
6. Vou Vencer (Adelso Freire e Aretusa)
7. Soprou (Anderson Freire)
8. Impactado (Anderson Freire)
9. Amor Por Almas (Anderson Freire)
10. Não Te Resisto (Anderson Freire)
11. Como Isaías (Anderson Freire)
12. Quebrei o Silêncio (Anderson Freire e Júnior Maciel)
13. Santo (Livingston Farias)

## Ficha Técnica
- Produção executiva: MK Music
- Produção musical: Rogério Vieira
- Guitarras e violões: Sérgio Knust
- Baixo: Rogério dy Castro
- Bateria: Leonardo Reis
- Back-vocal: Wilian Nascimento, Cleyde Jane, Adiel Ferr, Marquinhos Menezes, Lilian Azevedo e Jill Viegas
- Gravado e mixado por: Edinho Cruz no MK Studios e Supernova Studios
- Masterizado por: Ricardo Garcia no Magic Master
- Fotos: Sérgio Menezes
- Criação de capa: Digital Design